# Miko Tripalo
Ante »Miko« Tripalo, hrvaški politik in avtor * 16. november 1926, Sinj, Kraljevina Srbov, Hrvatov in Slovencev, † 11. december 1995, Zagreb, Hrvaška.
Študiral je na pravni fakulteti v Zagrebu in kmalu po končani diplomi sodeloval v bojih v drugi svetovni vojni. Bil je funkcionar Zveze komunistične mladine Jugoslavije (SKOJ) in mestnega odbora SKH Zagreb (1962–1966) ter izvršnega komiteja Centralnega komiteja ZKH (1966–1969).  
Od leta 1969 je bil Tripalo član izvršnega biroja predsedstva ZKJ in od njegove ustanovitve 1971 tudi član predsedstva SFRJ, a je še pred koncem istega leta moral odstopiti. Bil je eden izmed voditeljev hrvaške pomladi, zagovornik demokratizacije ter večje neodvisnosti in enakopravnosti republik. Po seji predsedstva SKJ v Karađorđevem leta 1971 je bil odstranjen z mesta, in izključen političnega življenja. Leta 1990 je bil eden izmed voditeljev Koalicije ljudskega dogovora in eden od ustanoviteljev HNS. Od leta 1993 je bil Tripalo poslanec in je eden od ustanoviteljev hrvaškega helsinškega odbora za človekove pravice in predsednik Fundacije odprte družbe - Hrvaška. Bil je eden pomembnejših članov Akcijske stranke Socialnih demokratov Hrvaške.